# Shōzō Hayashiya IX
Shōzō Hayashiya IXe (九代目 林家正蔵, Kudaime · Hayashiya Shōzō) de son patronyme Yasutaka Ebina (海老名 泰孝, Ebina Yasutaka) et précédemment connu sous le nom de Kobuhei Hayashiya (林家こぶ平, Hayashiya Kobuhei), est un rakugoka, tarento et seiyū né le 1er décembre 1962 dans le quartier de Negishi situé à Taitō, Tōkyō, Japon. Il est professeur associé de Sciences humaines à la Josai International University (城西国際大学, Jōsai kokusai daigaku). Il est le fils de Sanpei Hayashiya.

## TV

### Doublage
- Anpanman (Hayashi Riceman)
- Une vie nouvelle (Takashi Ariyama)
- Kochira Katsushika-ku Kameari Kōen-mae Hashutsujo (Yōichi Terai)
- Oishinbo (Kichijō Kairakutei)
- Tao Tao
- Super Doll★Licca-chan
- Ton Ton Atta to: Niigata no Mukashibanashi (narrateur, tous les personnages sont masculins)
- Théo ou la batte de la victoire (Kōtarō Matsudaira)

### Publicités
- Niki Golf
- U-Can (narrateur)
- Ishinoya, Inc.

### Comédies dramatiques pour la télévision
- Sasurai Keiji Ryojōhen
- Seibu Keisatsu

### Émissions et jeux télévisés
- Anzen Patrol
- Hayashiya Shōzō no Tokyo Michi Tankentai
- Hotchpotch Station
- Kiseki no Tobira: TV no Chikara
- Mogu Mogu GOMBO
- Morita Kazuyoshi Hour Waratte Ii tomo!
- Tensai Quiz
- TV Tanteidan

## Radio
- Hayashiya Shōzō no Sengaku Banrai
- Hayashiya Shōzō no Sunday University
- Kuru Kuru Dial the Gorilla
- Teyandi! Kobu JA de Dōdi